# Sconestenen

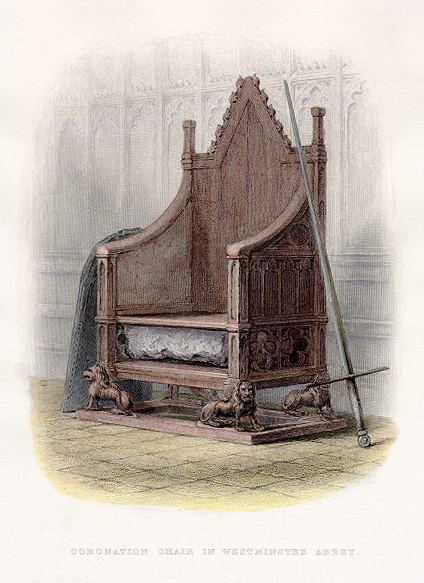
Kung Edvards stol och kröningsstenen.

Sconestenen, även känd som Ödesstenen eller Kröningsstenen (det förra namnet refererar dock ibland till Lia Fáil), på engelska Stone of Scone, är ett sandstensblock som förvarades i det nu förfallna klostret i Scone, nära Perth, Skottland. Den är även känd som Jakobs kuddsten, Jakobs pelarsten och som Taniststenen.

## Tradition och historia
Enligt traditionen skulle den vara den sten som patriarken Jakob haft som huvudkudde, som beskrivs i Första Mosebok som Jakobs dröm i Betel, kapitel 28, verserna 10 till 22. Den ska ursprungligen ha använts som kröningssten hos de tidiga dalriadaskottarna då de var bosatta i Irland, och ska enligt legenden ha förts till Skottland av Fergus Mòr. Då de invaderade Kaledonien sägs det att de tog med sig den för det syftet. En annan teori är att den användes som ett resealtare av S:t Columba på hans missionsresor genom vad som nu är Skottland. Säkert är att sedan Kenneth I av Skottlands tid, omkring 847, har skotska kungar suttit på stenen under sina kröningsceremonier. Vid denna tid fanns stenen i Scone, norr om Perth.

## Westminster Abbey
1296 erövrades stenen av Edvard I av England som krigsbyte och togs till Westminster Abbey, London, England, där den placerades i kröningsstolen, känd som Kung Edvards stol på vilken engelska regenter satt för att symbolisera sin makt över Skottland såväl som England. Det finns dock vissa tvivel om huruvida Edvard I verkligen kom över den riktiga stenen – det har föreslagits att munkarna i Scone Palace gömde den verkliga stenen i floden Tay eller grävde ned den på Dunsinane Hill. Om detta är sant är det möjligt att de engelska trupperna lurades att ta fel sten, vilket skulle kunna förklara varför historiska beskrivningar om den gamla stenen uppenbarligen inte stämmer med den sten som nu anses vara den äkta stenen. Om munkarna gömde den gamla stenen gjorde de det väl, eftersom den aldrig återfunnits (även om Tempelherreorden hävdar att de har den äkta stenen). 
1328, som en del i ett fredsfördrag mellan Skottland och England känt som Northamptonfördraget, gick Edvard III med på att lämna tillbaka stenen till Skottland. Detta gjordes dock inte.

## Bombattentat och förstörelse
Den 11 juni 1914 placerade suffragetter från Women's Social and Political Union en bomb som var designad för att fungera som en granatkartesch bredvid kröningsstolen. Inga allvarliga skador rapporterades trots att 80-100 personer befann sig i byggnaden, men en bit av stolen sprängdes bort,  och skadade Sconestenen så att den sprack i två delar – dock upptäcktes detta inte förrän 1950, när stenen stals av fyra skotska nationalister.

## Stöld
På juldagen 1950 beslutade sig en grupp skotska studenter (Ian Hamilton, född 13 september 1925, död 3 oktober 2022, Gavin Vernon, född 11 augusti 1926, död 19 mars 2004, Kay Matheson, född 7 december 1928, död 6 juli 2013, och Alan Stuart) att lägga beslag på stenen från Westminster Abbey och återbörda den till Skottland. Vid stölden upptäcktes det att stenen spruckit i två delar. Efter att ha gömt stenen i Kent i några veckor, tog de sig genom vägspärrarna vid gränsen och kom till Skottland med stenen, som de hade gömt bak i en lånad bil. Stenen överlämnades sedan till en politiker i Glasgow som såg till att den blev professionellt lagad och säkert gömd. Stora spaningsinsatser genomfördes av brittiska myndigheter efter stenen, men misslyckades. Tidigt i april antog skottarna att myndigheterna skulle böja sig inför den skotska opinionen och inte ta tillbaka stenen till England och den flyttades därmed från det säkra gömstället till altaret i Arbroath Abbey 11 april 1951. Men så fort Londonpolisen fick reda på var den befann sig, forslades stenen utan ceremonier till Westminster, något som skadade den engelsk-skotska relationen ytterligare. Senare cirkulerade rykten om att kopior gjorts av stenen och att den till England tillbakatagna stenen inte alls var originalet.

## Återbördad till Skottland
1996 beslutade den brittiska regeringen att stenen skulle återlämnas till Skottland, och 15 november 1996, efter en överlämningsceremoni, forslades den till Edinburgh Castle där den har förblivit sedan dess. Edinburgh Castle är det militära högkvarteret för den brittiska armén, och många skottar har framfört att stenen borde förvaras på en mindre symbolisk plats. 
I december 2020 beslutades att stenen ska flyttas till Perth City Hall, som efter renovering ska bli Perth Museum. Flytten är planerad till 2024.
Den 27 april 2023 flyttades stenen till Westminster Abbey för att vara med under kröningen av kung Charles III. Efter kröningen visades stenen upp i Westminster Abbey till slutet av maj innan den kom tillbaka till Edinburgh Castle.